# Leucocoprinus
Leucocoprinus is een geslacht van schimmels behorend tot de familie Agaricaceae. De typesoort is de dikvoetplooiparasol (Leucocoprinus cepistipes). 

## Soorten
Volgens Index Fungorum telt het geslacht 100 soorten (peildatum maart 2024):
| Soortnaam                                            | Auteur(s)                             | Publicatiejaar |
| ---------------------------------------------------- | ------------------------------------- | -------------- |
| Leucocoprinus acer                                   | Raithelh.                             | 1988           |
| Leucocoprinus acutoumbonatus                         | T.K.A. Kumar & Manim.                 | 2009           |
| Leucocoprinus adelphicus                             | (Vellinga) Redhead                    | 2023           |
| Leucocoprinus antillarum                             | Justo, Bizzi & Angelini               | 2021           |
| Leucocoprinus armeniacoflavus                        | E. Ludw.                              | 2012           |
| Leucocoprinus aureofloccosus                         | (Henn.) Bon                           | 1981           |
| Leucocoprinus austrofragilis                         | Aberdeen                              | 1992           |
| Leucocoprinus bakeri                                 | (Dennis) Singer                       | 1982           |
| Leucocoprinus beelianus                              | Heinem.                               | 1977           |
| Leucocoprinus biornatus                              | (Berk. & Broome) Locq.                | 1945           |
| Leucocoprinus birnbaumii (Goudgele plooiparasol)     | (Corda) Singer                        | 1962           |
| Leucocoprinus bonianus                               | (Pat.) Zhu L. Yang                    | 2000           |
| Leucocoprinus brebissonii (Spikkelplooiparasol)      | (Godey) Locq.                         | 1943           |
| Leucocoprinus breviramus                             | H.V. Sm. & N.S. Weber                 | 1982           |
| Leucocoprinus brunneoluteus                          | Capelari & Gimenes                    | 2004           |
| Leucocoprinus brunneosporus                          | B.E. Lechner & J.M. Suarez            | 2021           |
| Leucocoprinus brunneotegulis                         | Dähncke, Contu & Vizzini              | 2011           |
| Leucocoprinus brunnescens                            | (Peck) Pegler                         | 1983           |
| Leucocoprinus bulbipes                               | (Mont.) Raithelh.                     | 1987           |
| Leucocoprinus canariensis                            | P. Mohr & Dähncke                     | 2004           |
| Leucocoprinus castroi                                | Blanco-Dios                           | 2003           |
| Leucocoprinus cepistipes (Dikvoetplooiparasol)       | (Sowerby) Pat.                        | 1889           |
| Leucocoprinus chryseus                               | Wichanský                             | 1963           |
| Leucocoprinus citrinellus                            | (Speg.) Raithelh.                     | 1987           |
| Leucocoprinus cretaceus (Krijtwitte plooiparasol)    | (Bull.) Locq.                         | 1945           |
| Leucocoprinus cristatulus                            | (Rick) Raithelh.                      | 1987           |
| Leucocoprinus cygneus (Gladde plooiparasol)          | (J.E. Lange) Bon                      | 1978           |
| Leucocoprinus delicatulus                            | T.K.A. Kumar & Manim.                 | 2009           |
| Leucocoprinus discoideus                             | (Beeli) Heinem.                       | 1977           |
| Leucocoprinus domingensis                            | Justo, Bizzi, Angelini & Vizzini      | 2020           |
| Leucocoprinus elaeidis                               | (Beeli) Heinem.                       | 1977           |
| Leucocoprinus erythrophaeus                          | (Vellinga) Redhead                    | 2023           |
| Leucocoprinus fibrillosus                            | Raithelh.                             | 1988           |
| Leucocoprinus flammeotinctoides                      | (Vellinga) Redhead                    | 2023           |
| Leucocoprinus flammeotinctus                         | (Kauffman) Redhead                    | 2023           |
| Leucocoprinus flavescens                             | (Morgan) H.V. Sm.                     | 1981           |
| Leucocoprinus flavus                                 | (Beeli) Heinem.                       | 1977           |
| Leucocoprinus flos-sulphuris                         | (Schnizl.) Cejp                       | 1948           |
| Leucocoprinus fragilissimus                          | (Ravenel ex Berk. & M.A. Curtis) Pat. | 1900           |
| Leucocoprinus fuligineopunctatus                     | Justo, Bizzi & Angelini               | 2021           |
| Leucocoprinus fuscatus                               | Pegler                                | 1977           |
| Leucocoprinus gandour                                | Har. & Pat.                           | 1909           |
| Leucocoprinus griseofloccosus                        | Lagardère & Eyssart.                  | 2018           |
| Leucocoprinus heinemannii (Kleine plooiparasol)      | Migl.                                 | 1987           |
| Leucocoprinus holospilotus                           | (Berk. & Broome) D.A. Reid            | 1990           |
| Leucocoprinus ianthinus (Lilakorrelige plooiparasol) | (Sacc.) P. Mohr                       | 1994           |
| Leucocoprinus imerinensis                            | Bouriquet                             | 1942           |
| Leucocoprinus inflatus                               | Raithelh.                             | 1987           |
| Leucocoprinus lanzonii                               | Bon, Migl. & Brunori                  | 1989           |
| Leucocoprinus leucothites                            | (Vittad.) Redhead                     | 2023           |
| Leucocoprinus longistriatus                          | (Peck) H.V. Sm. & N.S. Weber          | 1982           |
| Leucocoprinus madecassensis                          | R. Heim                               | 1977           |
| Leucocoprinus magnicystidiosus                       | H.V. Sm. & N.S. Weber                 | 1982           |
| Leucocoprinus magnusianus (Variabele plooiparasol)   | (Henn.) Singer                        | 1951           |
| Leucocoprinus martinicensis                          | Blanco-Dios                           | 2020           |
| Leucocoprinus maublancii                             | Locq.                                 | 1945           |
| Leucocoprinus mauritianus                            | (Henn.) P. Mohr                       | 2004           |
| Leucocoprinus medioflavus                            | (Boud.) Bon                           | 1976           |
| Leucocoprinus melanoloma                             | (Singer) Singer                       | 1938           |
| Leucocoprinus microlepis                             | Justo, Bizzi & Angelini               | 2021           |
| Leucocoprinus minimus                                | (Berk.) Pegler                        | 1981           |
| Leucocoprinus minutulus                              | Singer                                | 1941           |
| Leucocoprinus munnarensis                            | T.K.A. Kumar & Manim.                 | 2009           |
| Leucocoprinus muticolor                              | Aberdeen                              | 1992           |
| Leucocoprinus nanianae                               | Bouriquet                             | 1946           |
| Leucocoprinus nigricans                              | Jezek                                 | 1973           |
| Leucocoprinus noctiphilus                            | (Ellis) Heinem.                       | 1977           |
| Leucocoprinus ovatus                                 | Raithelh.                             | 2004           |
| Leucocoprinus pardalotus                             | (Vellinga) Redhead                    | 2023           |
| Leucocoprinus parvipileus                            | Justo, Bizzi, Angelini & Vizzini      | 2020           |
| Leucocoprinus pepinosporus                           | Heinem.                               | 1977           |
| Leucocoprinus phaeopus                               | (Rick) Raithelh.                      | 1987           |
| Leucocoprinus proletarius                            | (Rick) Raithelh.                      | 1987           |
| Leucocoprinus pusillus                               | T.K.A. Kumar & Manim.                 | 2009           |
| Leucocoprinus revolutus                              | (Rick) Raithelh.                      | 1987           |
| Leucocoprinus rivulosus                              | Raithelh.                             | 1987           |
| Leucocoprinus rubroconfusus                          | (Migl. & Coccia) Redhead              | 2023           |
| Leucocoprinus rubrosquamosus                         | (Rick) Raithelh.                      | 1991           |
| Leucocoprinus rubrotinctus                           | (Peck) Redhead                        | 2023           |
| Leucocoprinus russoceps                              | (Berk. & Broome) Raithelh.            | 1987           |
| Leucocoprinus scissus                                | Justo, Bizzi & Angelini               | 2021           |
| Leucocoprinus squamulosus                            | (Mont.) Pegler                        | 1983           |
| Leucocoprinus straminellus (Zwavelgele plooiparasol) | (Bagl.) Narducci & Caroti             | 1995           |
| Leucocoprinus subglobisporus                         | Hongo                                 | 1985           |
| Leucocoprinus submontagnei                           | Heinem.                               | 1977           |
| Leucocoprinus tanetensis                             | Bouriquet                             | 1946           |
| Leucocoprinus tenellus                               | (Boud.) Locq.                         | 1943           |
| Leucocoprinus tephrolepis                            | Justo, Bizzi, Angelini & Vizzini      | 2020           |
| Leucocoprinus thoenii                                | Heinem.                               | 1977           |
| Leucocoprinus tricolor                               | H.V. Sm.                              | 1981           |
| Leucocoprinus tropicus                               | Natarajan & Manjula                   | 1982           |
| Leucocoprinus truncatus                              | (A. Pearson) E. Ludw. & P. Mohr       | 2012           |
| Leucocoprinus velutipes                              | Heinem.                               | 1977           |
| Leucocoprinus venezuelanus                           | Dennis                                | 1961           |
| Leucocoprinus violaceus                              | Heinem.                               | 1977           |
| Leucocoprinus viridiflavoides                        | (B.P. Akers & Angels) E. Ludw.        | 2012           |
| Leucocoprinus viridiflavus                           | (Petch) E. Ludw.                      | 2012           |
| Leucocoprinus wynneae                                | (Berk. & Broome) Locq.                | 1943           |
| Leucocoprinus zeyheri                                | (Berk.) Singer                        | 1943           |
| Leucocoprinus zeylanicus                             | (Berk.) Boedijn                       | 1940           |